# Дорофеева, Инна Борисовна

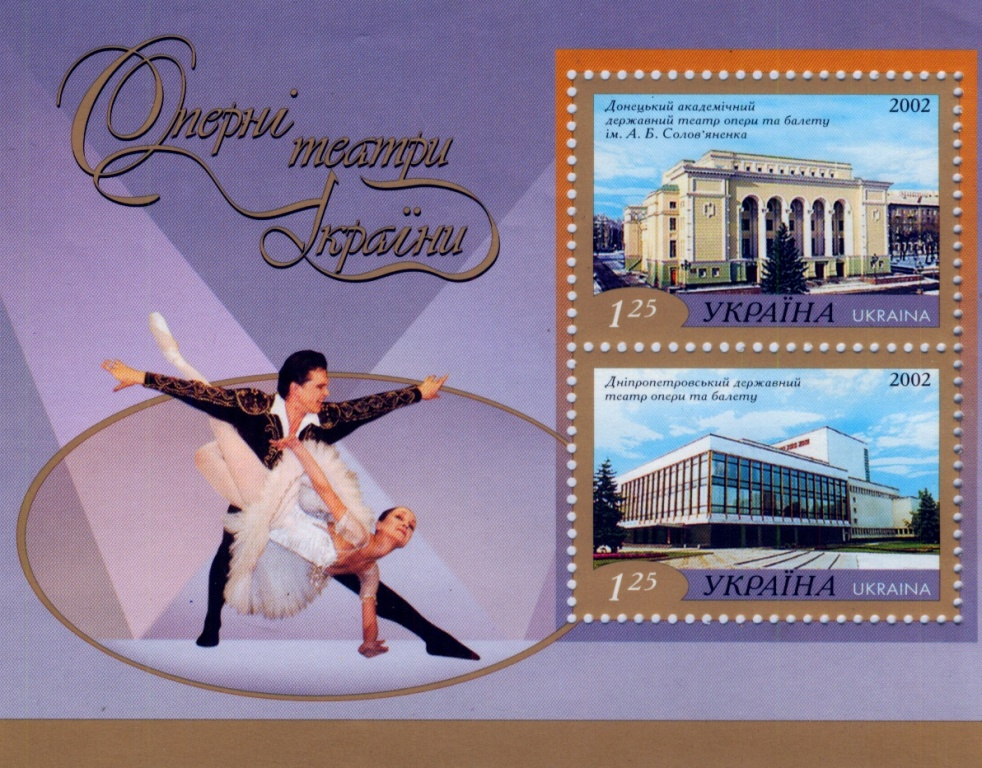
Вадим Писарев и Инна Дорофеева на полях почтового блока 2002 года «Оперные театры Украины»

Инна Бори́совна Дорофе́ева — советская и украинская артистка балета, балетный педагог, народная артистка Украины (1997).

## Биография
Родилась 7 июня 1965 года в городе Чугуеве Харьковской области. В 1975—1979 годах училась в Харьковской хореографической школе у Н. А. Задесенец. Затем училась в Киевском государственном хореографическом училище, закончила его в 1983 году (класс В. П. Мей). В 1983 году завоевала Золотую медаль на Республиканском конкурсе артистов балета, проводившемся в Киеве. В 1984—1985 годах проходила стажировку в московском Большом театре и ленинградском Мариинском театре.
В 1990 году стала лауреатом Международного конкурса артистов балета, проводившегося в американском городе Джексоне. С 1992 по 1995 год была ведущей солисткой балетной труппы Немецкой оперы на Рейне.
В 1997 году Дорофеевой было присвоено звание Народная артистка Украины. Училась в Киевском национальном университете культуры и искусства и закончила его в 2001 году.
Участвовала в гала-концертах во время Олимпийских игр в Калгари и Сеуле.
Вместе со своим супругом Вадимом Писаревым основала в Донецке Школу хореографического мастерства. Также совместно с Писаревым она стала организатором международного фестиваля «Звёзды мирового балета» в Донецке.
В настоящее время работает балетмейстером — постановщиком Харьковского национального академического театра оперы и балета имени Н. В. Лысенко.